# John Taylor (muzyk)
Nigel John Taylor (ur. 20 czerwca 1960 w Birmingham) – brytyjski gitarzysta basowy, współzałożyciel grupy Duran Duran.

## Życiorys
Urodził się 20 czerwca 1960 w szpitalu położniczym Sorrento w Solihull. Jest jedynakiem, synem Johna „Jacka” Taylora (1920–2009/2010) i Eugenii „Jean” z domu Hart (–1998); ojciec pracował w dziale eksportu firmy Wilmot-Beeeden produkującej części samochodowe, matka zajmowała się domem. Dorastał w domu przy Simon Road 34 w Hollywood, południowym przedmieściu Birmingham. Uczęszczał z matką pięć razy w tygodniu do kościoła, gdzie zafascynował się chrześcijańską muzyką kościelną. Uczył się w katolickiej szkole podstawowej, później trafił do szkoły ponadpodstawowej hrabstwa w Redditch.
W młodości był nieśmiały. Lubił kleić modele pojazdów wojskowych i armii Napoleona Bonaparte. Zainteresował się również muzyką: słuchał cotygodniowej listy przebojów „Top 30” Radia 1 i kolekcjonował płyty. W latach 70. dorywczo pracował w sklepie muzycznym Virgin, a w 1976 – zainspirowany utworem Sex Pistols „Anarchy in the U.K.” – rozpoczął samodzielną naukę gry na gitarze. Był również fanem artystów, takich jak: Roxy Music, Siouxsie and the Banshees, Johnny Thunders z The Heartbreakers oraz Nile Rodgers i Tony Thompson z Chic.
W latach 70. razem z Davidem Twistem założył punkowy zespół John West and the Sardine Cans, którego nazwę wkrótce zmienili na Shock Treatment, a później w The Assassins. Z zespołem napisał kilka autorskich piosenek i grał covery, a pierwszy publiczny występ dał podczas szkolnej potańcówki w Hockley Heath Rugby Club. Następnie grał w zespole Dada. W tym okresie odbył roczny kurs przygotowawczy na studia artystyczne na Birmingham Polytechnic’s College of Art and Design.
W 1978 razem ze szkolnym kolegą Nickiem Rhodesem założył zespół Duran Duran. Przeszedł metamorfozę wizerunku, m.in. zmienił okulary na szkła kontaktowe, zaczął farbować włosy na ciemnoczerwony kolor i nosić glam rockowe, często ekstrawaganckie stylizacje. Porzucił także pierwsze imię i zaczął posługiwać się drugim – John. W zespole zaczął grać na gitarze basowej. W pierwszych miesiącach funkcjonowania grupy dorabiał, pracując jako bramkarz i barman w klubie „Rum Runner” w Birmingham, który prowadzili bracia Paul i Michael Berrowowie, menedżerowie Duran Duran. W miarę wzrostu popularności zespołu osiągał coraz większą indywidualną popularność. Na początku lat 80. występował w reklamach firmy produkującej gitary Aria w Japonii.
W 1985 razem z Andy Taylorem, Robertem Palmerem i Tonym Tompsonem utworzył zespół Power Station, w którym wokalistą po odejsciu Palmera został Michael Des Barres. W 1986 nagrał utwór „I Do What I Do”, będący motywem przewodnim filmu 9 1/2 tygodnia. Po przerwie wznowił działalność Duran Duran. Z zespołem przez kolejne lata nagrał kilka płyt, aż w 1997 postanowił odejść z zespołu i kontynuować solową karierę. W międzyczasie, w 1995 wszedł w skład supergrupy Neurotic Outsiders, z którą grał cotygodniowe koncerty w klubie Viper Room oraz odbył trasy koncertowe ze Slashem i Billym Idolem. Po odejściu z Duran Duran grał kameralne solowe koncerty. W 2001 znów zaczął grać w Duran Duran.

## Życie prywatne
W latach 80. spotykał się z Robertą Earl-Price i modelką Bebe Buell, aktorką Janine Andrews (byli zaręczeni) i modelką Renée Simonsen. Pod koniec lat 80. związał się z prezenterką telewizyjną Amandą de  Cadenet, z którą ożenił się 24 grudnia 1991 i ma córkę Atlantę (ur. 1992). Po rozstaniu z żoną w drugiej połowie lat 90. związał się z projektantką mody Gelą Nash, z którą wziął ślub w marcu 1998.
Przez wiele lat zmagał się z uzależnieniem od alkoholu i narkotyków, aż jesienią 1994 przeszedł terapię odwykową w placówce Sierra Tucson w Arizonie. Od tamtej pory żyje w trzeźwości.